# 大明站
大明站（：／ Daemyeong yeok */?）是大邱地鐵1號線沿線的一座地下車站，位於韓國大邱廣域市南區大明洞。

## 車站結構
站體為2面2線曲線式側式月台的地下車站，候車月台設有月台幕門，並有4處出口。

### 月台配置
| 西部客運站 ↑ |
| \| 上        |
| ↓ 安吉朗     |

| 月台 | 路線               | 目的地                         |
| ---- | ------------------ | ------------------------------ |
| 上行 | ●大邱都市铁道1号线 | 西部客運站、上仁、舌化椧谷方向 |
| 下行 | ●大邱都市铁道1号线 | 半月堂、中央路、安心方向       |

## 歷史
- 1997年11月26日：落成啟用。

## 車站周邊
- 南大邱稅務署
- 大邱市達城教育支援廳
- 韓國農業協會大明洞支社
- 韓國信用協同組合（朝鲜语：신용협동조합 (대한민국)）安吉朗支社
- 信明治安中心
- 安吉朗郵局
- 大邱市設施管理公團
- 韓國通訊南大邱營業所
- Home plus（朝鲜语：홈플러스）南大邱店

## 圖片

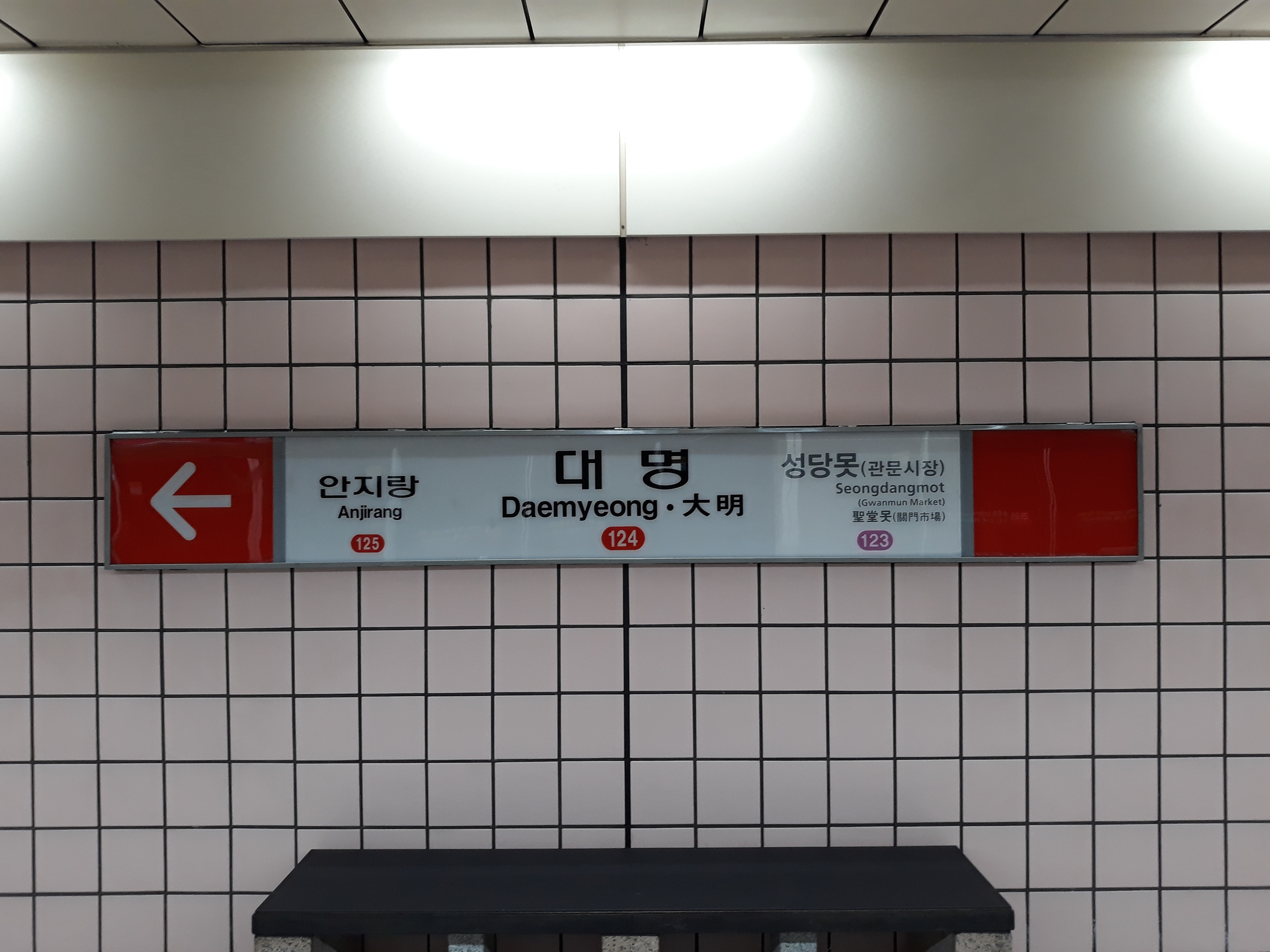
站名牌
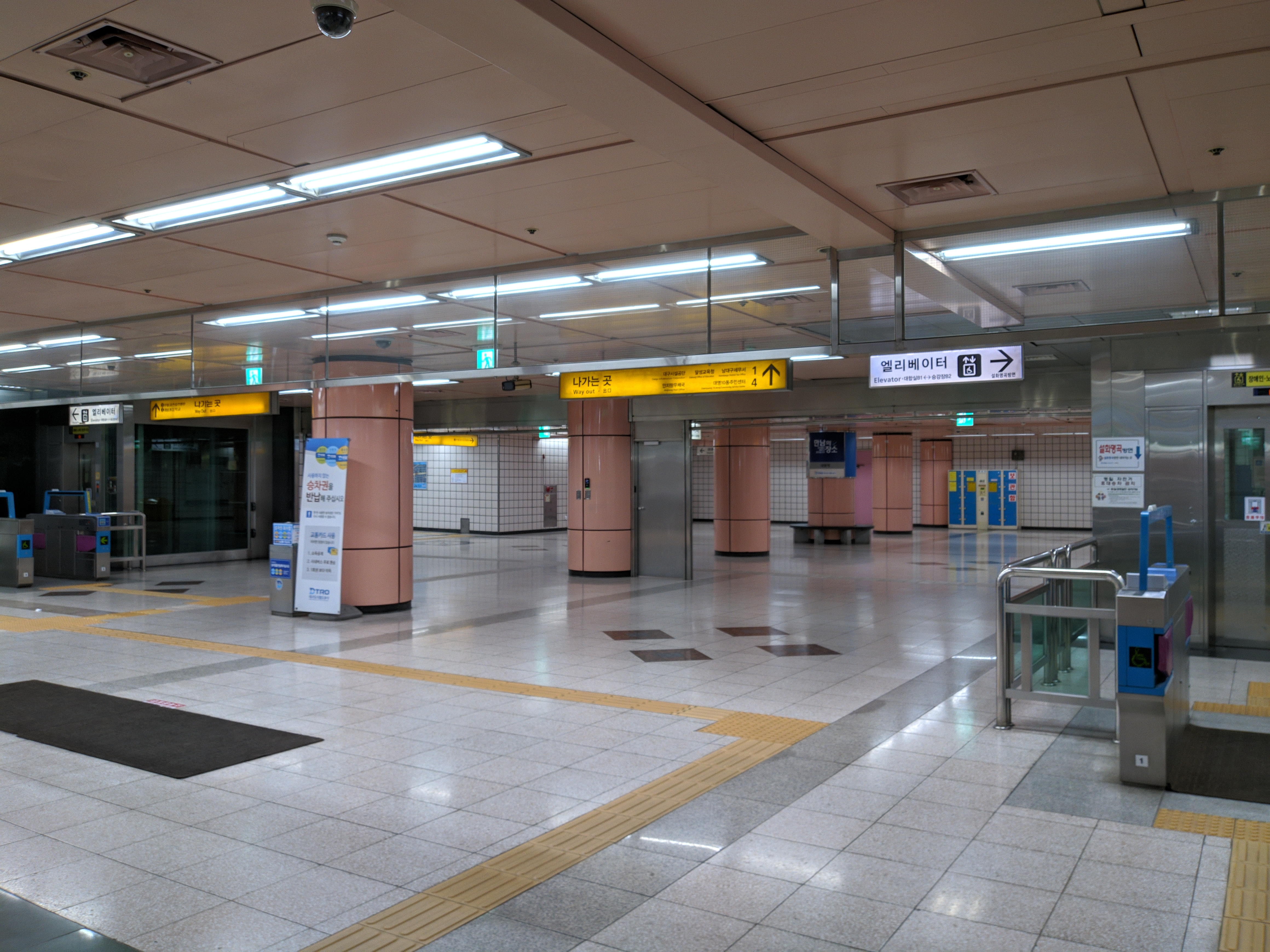
車站大廳
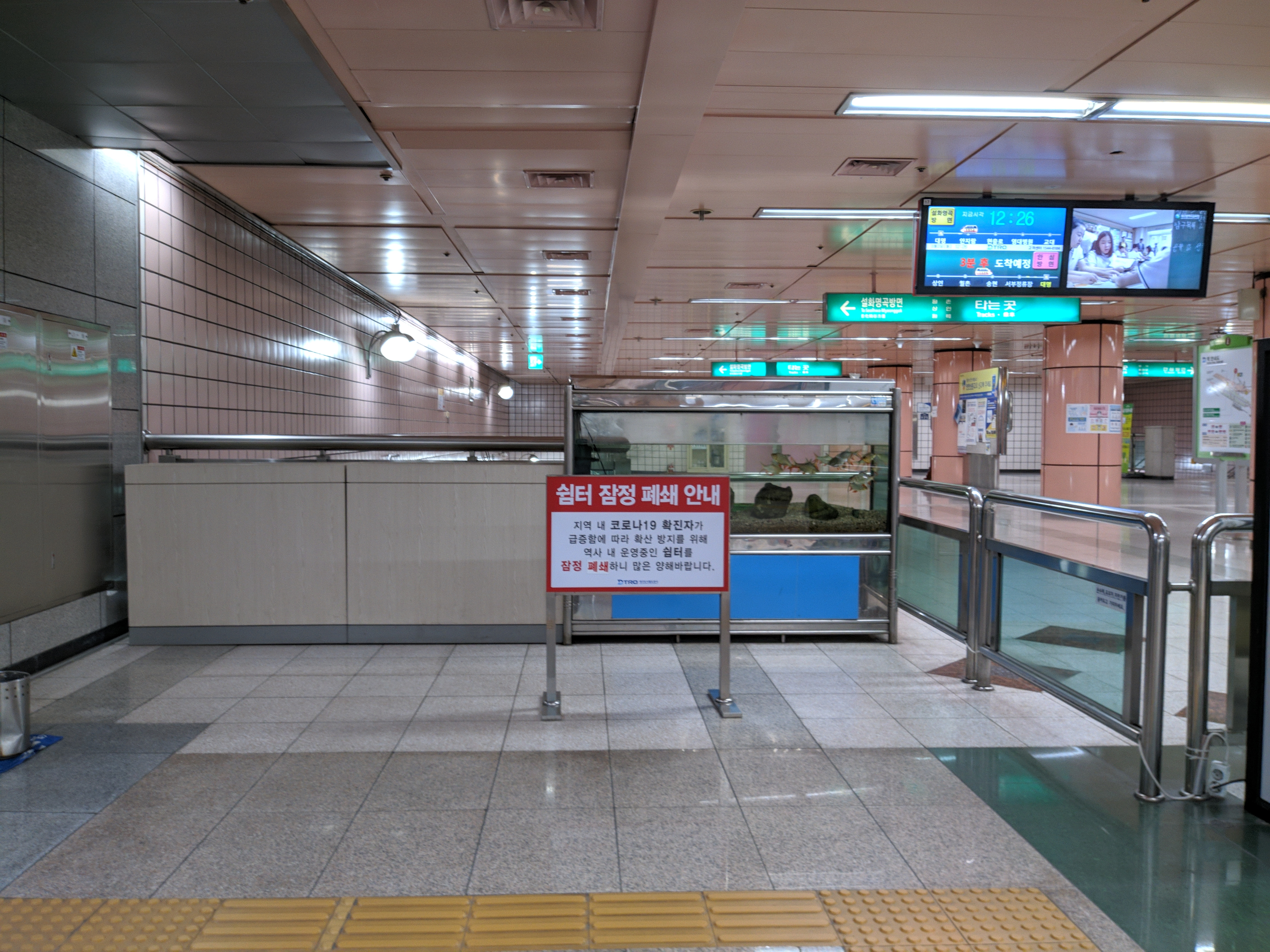
大廳一隅
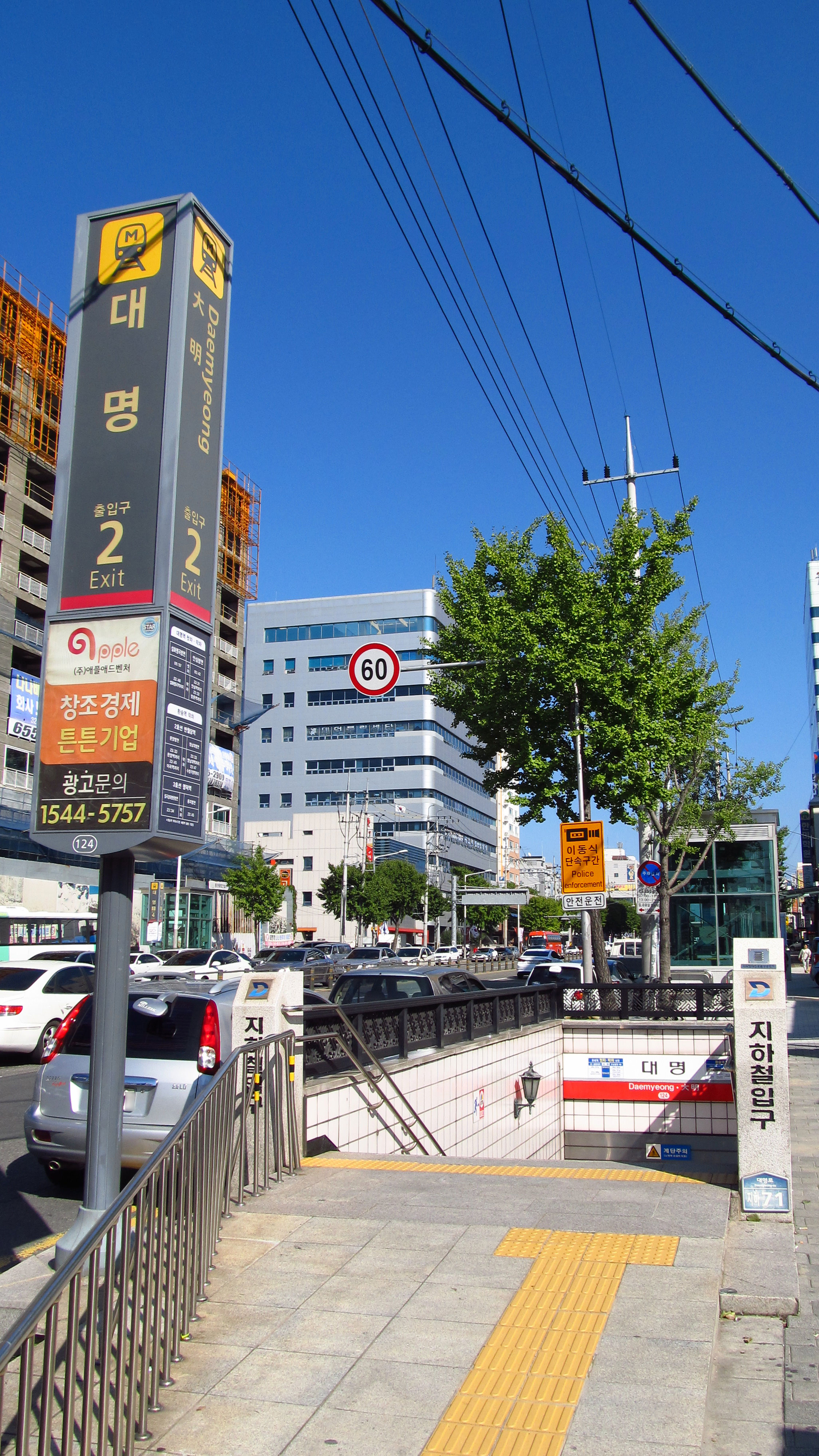
2號出口

## 相鄰車站
大邱都市鐵道公社
●大邱都市铁道1号线
西部客運站（123）－大明（124）－安吉朗（125）